# James Lawrence Orr

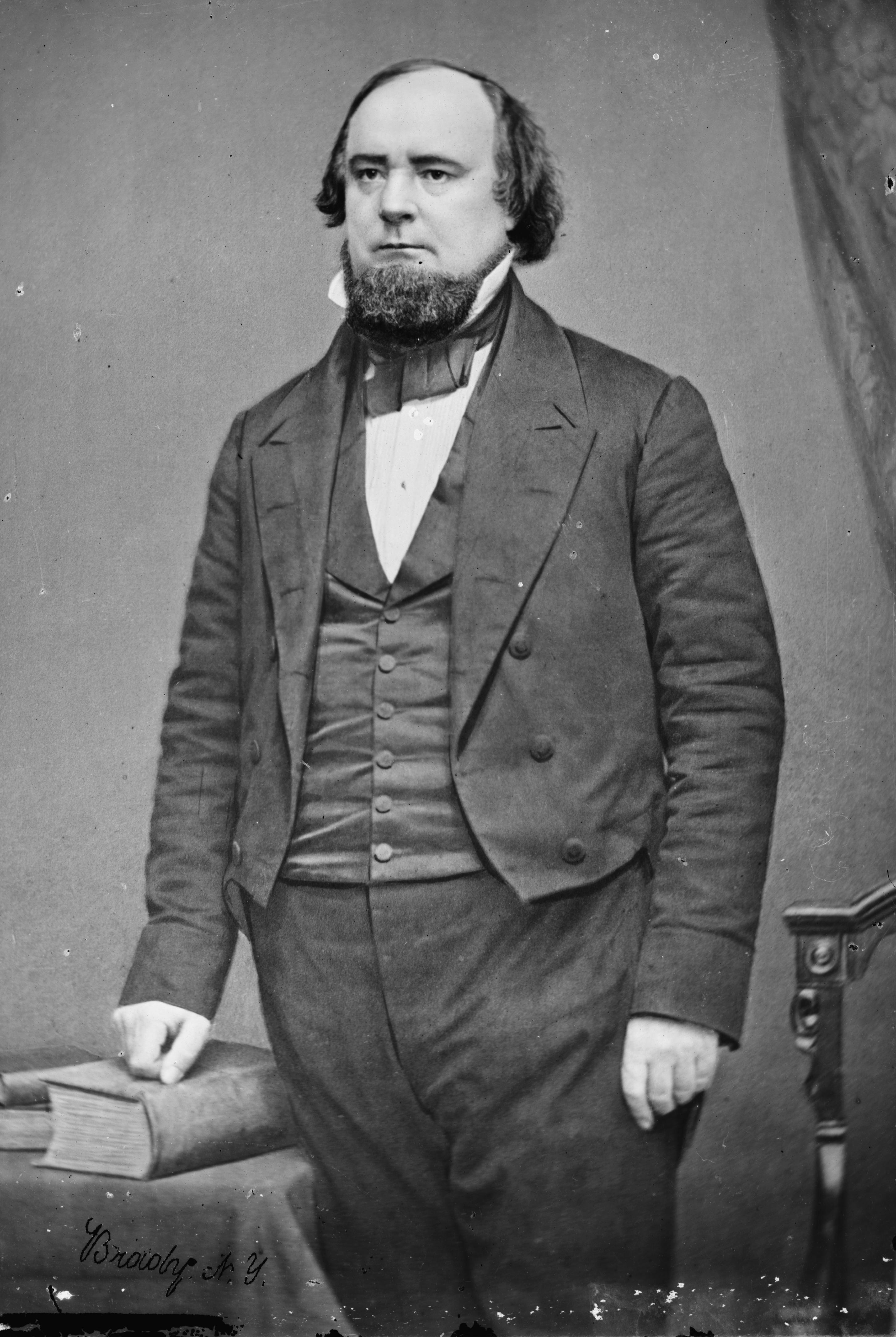
James Lawrence Orr

James Lawrence Orr (* 12. Mai 1822 in Craytonville, Anderson County, South Carolina; † 5. Mai 1873 in St. Petersburg, Russland) war ein US-amerikanischer Politiker. Er amtierte von 1865 bis 1868 als Gouverneur des Bundesstaates South Carolina, den er zuvor im US-Repräsentantenhaus vertreten hatte.

## Kongressabgeordneter und Senator
James Orr studierte zwischen 1839 und 1842 an der University of Virginia. Nach seiner Zulassung als Rechtsanwalt im Jahr 1843 praktizierte er in Anderson (South Carolina). Gleichzeitig war er mehrere Jahre lang Herausgeber der Zeitung „Anderson Gazette“. Zwischen 1844 und 1848 war Orr Abgeordneter im Repräsentantenhaus von South Carolina. Anschließend gehörte er von 1849 bis 1859 für zehn Jahre dem US-Repräsentantenhaus in Washington, D.C. an. In den Jahren 1857 und 1858 war er Präsident des Hauses (Speaker). 1851 war er Delegierter auf einem Konvent der Südstaaten und in den Jahren 1856 und 1860 war er jeweils Delegierter zur Democratic National Convention.
Anfang 1861 gehörte Orr zu einer Kommission, die in letzter Minute in Washington vergeblich den Ausbruch des Bürgerkrieges verhindern wollte. Während des Krieges war er Senator im Konföderiertenkongress in Richmond (Virginia). Außerdem nahm er mit einem selbst aufgestellten Regiment am Bürgerkrieg teil. James Orr war auch Mitglied des Konvents, der nach dem Krieg eine neue Verfassung für South Carolina ausarbeitete.

## Gouverneur von South Carolina
Am 18. Oktober 1865 fanden in South Carolina entsprechend der neuen Verfassung die ersten direkten Gouverneurswahlen statt. Bis dahin hatte das Staatsparlament in geheimer Abstimmung die Gouverneure gewählt. James Orr gewann die Wahlen mit 51,8 % der Wählerstimmen gegen Wade Hampton, der auf 48,3 % kam. Während seiner Amtszeit stand der Staat unter militärischer Verwaltung der Unionsarmee. Zwei Senatoren, die South Carolina in Washington vertreten sollten, wurden im Kongress nicht zugelassen, weil der Staat offiziell noch nicht wieder in die Union aufgenommen worden war. In dieser Zeit wurde die provisorische Verfassung von 1865 nochmals neu überarbeitet. Orr musste sich mit den Problemen der Nachkriegszeit auseinandersetzen. Dazu gehörten der Wiederaufbau des zerstörten Staates samt Infrastruktur und die Eingliederung der ehemaligen Sklaven. Damals waren deren Rechte durch die so genannten „Black codes“ stark eingeschränkt.

## Weiterer Lebenslauf
Nach der Verabschiedung der überarbeiteten Verfassung im Jahr 1868 schied Orr aus seinem Amt aus. Von 1868 bis 1870 war er Richter im 8. Gerichtsbezirk von South Carolina. Im Jahr 1872 wurde er von Präsident Ulysses S. Grant als Nachfolger von Andrew Gregg Curtin zum Botschafter der Vereinigten Staaten in Russland ernannt. Schon fünf Monate nach seinem Amtsantritt starb er im Mai 1873 in St. Petersburg.